# Beatrice Mallozzi
Beatrice Mallozzi (Roma, 28 maggio 2000) è una triatleta italiana, campionessa mondiale ed europea junior nel 2019..

## Biografia
Dopo aver iniziato l'attività agonistica nel nuoto si iscrive alla Federazione Italiana Triathlon coi colori della Minerva Roma Triathlon, partecipando alla prima gara nella categoria Ragazzi a fine 2013 e salendo sul podio nel Campionato Italiano Duathlon categoria YA ad aprile 2014.
Nel 2015 conquista tre titoli italiani: Campionato Italiano Triathlon, Campionato Italiano Duathlon e la Coppa Italia, categoria YA.
Nel 2016 vince ancora i titoli vinti nel 2015, questa volta nella categoria YB, a cui si aggiunge il secondo posto nel Campionato Italiano Aquathlon categoria YB. Partecipa per la prima volta all'Assoluto Sprint arrivando seconda. Al Campionato Europeo Youth a Tiszaujvaros sale sul podio con il secondo posto nell'individuale e con il terzo nella staffetta 2+2.
Nel 2017 oltre a vincere tutti i campionati italiani a disposizione nella categoria YB (Campionato Italiano Triathlon, Campionato Italiano Duathlon, Campionato Italiano Aquathlon e Coppa Italia)
, conquista il primo titolo assoluto ai Campionati Italiani Triathlon Sprint. A Panevezys, in Lituania, si classifica al secondo posto al Campionato Europeo categoria Youth.
Dalla stagione 2018 passa al gruppo sportivo delle  Fiamme Azzurre e si concentra sulla preparazione dell'attività internazionale. Vince per la seconda volta il Campionato Italiano Assoluto di Triathlon Sprint e per la prima volta Campionato Italiano Assoluto di Duathlon Sprint.
L'anno più importante è il 2019 nel quale Beatrice Mallozzi è campionessa, nella categoria Junior, prima ai Campionati Europei Junior a Weert, nei Paesi Bassi e poi ai Campionati Mondiali di Triathlon a Losanna, in Svizzera. Partecipa per la prima volta ad una prova della ITU Triathlon World Cup a Cagliari dove arriva al 12º posto e ad una prova della World Triathlon Mixed Relay Series ad Edmonton.
Nel 2020 vince il Campionato Italiano Assoluto di Aquathlon Classico.
Nel 2021 è terza ai Campionati Italiani Assoluti di Triathlon Sprint, mentre in campo internazionali partecipa alla prima staffetta azzurra sul podio in una prova della World Triathlon Championship Series a Montreal che si ripete in meglio qualche mese dopo ad Amburgo con un secondo posto.
Nel 2022, dopo un grave infortunio, torna a gareggiare dopo 11 mesi salendo nuovamente sul podio ai Campionati Italiani Assoluti di Triathlon Sprint.
Nel 2023 vince una gara di Coppa Europa a Ceuta, la settimana dopo essersi piazzata quarta hai Campionati Italiani Sprint di Cervia .
Nel 2024, dopo un periodo di recupero da un infortunio , sale sul secondo gradino del podio a Cervia nei Campionati Italiani Sprint .
Beatrice Mallozzi frequenta l'Università Luiss Guido Carli dall'anno accademico 2019-2020.